# سرآشپز

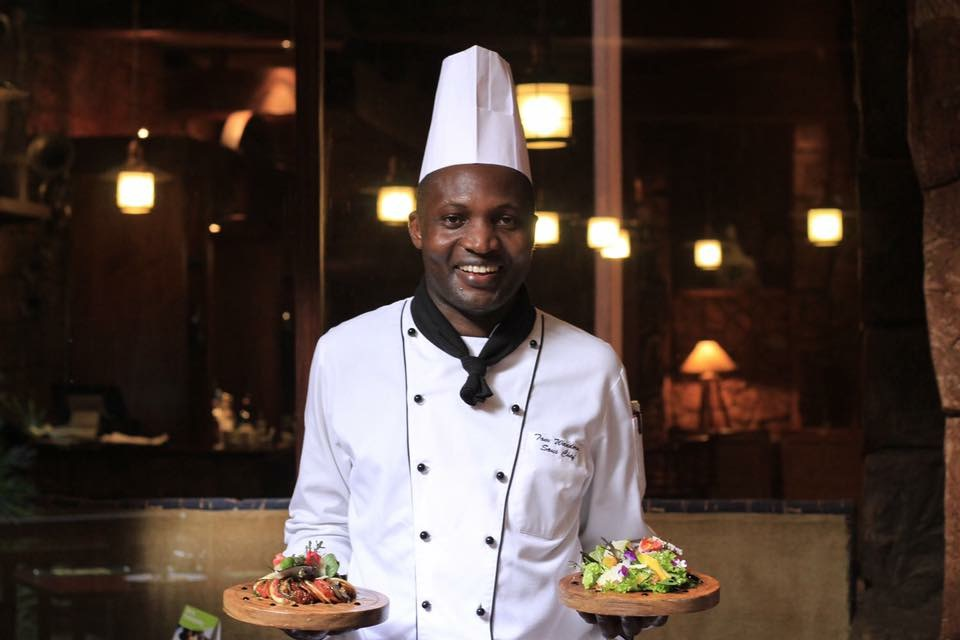
یک سرآشپز اوگاندایی در یک هتل

سرآشپز فردی است که در یک رستوران یا آشپزخانه بزرگ مثل آشپزخانه‌های غذاخوریها، هتلها، کشتی‌ها، غذاخوری جاهای نظامی و غیره، به صورت حرفه‌ای آشپزی می‌کند و سرپرستی آشپزهای دیگر را به عهده دارد.
افراد به‌نام در این حرفه کسانی مانند جیمی اولیور، اندرو زیمرن و آنتونی بوردین هستند.